# Pomatoschistus knerii
Il ghiozzetto del Giglio (Pomatoschistus knerii) è un piccolo pesce di mare. Appartiene alla famiglia Gobiidae.

## Distribuzione e habitat
La sua distribuzione è nota in maniera imprecisa in quanto ci sono pochissimi records di questa specie (Isola del Giglio, Croazia settentrionale e Portogallo). Pareva endemico del mar Mediterraneo ma nel 2007 è stato trovato un esemplare sulle coste del Portogallo.
Vive su fondi di sabbia grossa ricchi di vegetazione (Cymodocea nodosa e Zostera) e si può incontrare anche in zone salmastre. Raramente si spinge a più di qualche metro di profondità (nel 2014 è stata osservata questa specie da M. Kovačić a 30 m di profondità).

## Descrizione
Come per tutti i Pomatoschistus la determinazione della specie non è facile. I principali caratteri distintivi sono:
- ha 6-7 raggi nella prima pinna dorsale, ha 10-12 raggi nella seconda pinna dorsale e 9-11 nella pinna anale
- pinna caudale con bordo tronco con piccola incavatura centrale (carattere condiviso solo da Pomatoschistus quagga)
- i maschi hanno numerose barre scure verticali lungo i fianchi, le femmine ne hanno solo 3 o 4, mentre i giovanili sono trasparenti
- il maschio ha la prima pinna dorsale con strisce blu e una macchia scura sulla parte posteriore prima pinna dorsale.

È il più piccolo pesce osseo della fauna italiana dato che non supera i 4 cm.

## Biologia
Nuota qualche decimetro distante dal fondo in branchi.